# Henri Bréau
Georges Paillard (Saint-Pierre-d'Oléron, 10 de juny de 1900 - La Rochelle, 11 de desembre de 1969) va ser un ciclista francès, que fou professional entre 1926 i 1928. Es va especialitzar en el Mig Fons on va aconseguir una medalla de plata al Campionat del món en d'aquesta especialitat de 1928 per darrere de l'alemany Walter Sawall.